# Wilkinson Peaks
Wilkinson Peaks är en bergstopp i Antarktis. Den ligger i Östantarktis. Australien gör anspråk på området. Toppen på Wilkinson Peaks är 1 520 meter över havet.
Terrängen runt Wilkinson Peaks är platt åt nordost, men åt sydväst är den kuperad. Terrängen runt Wilkinson Peaks sluttar norrut. Trakten är obefolkad. Det finns inga samhällen i närheten. 